# Melitta Brunner
Melitta Brunner (Viena, 28 de julho de 1907 – Filadélfia, Pensilvânia, 26 de maio de 2003) foi uma patinadora artística austríaca, que competiu em provas individuais e de duplas. Ela conquistou uma medalha de bronze olímpica em 1928 ao lado de Ludwig Wrede, e quatro medalhas em campeonatos mundiais, sendo duas de prata e uma de bronze nas duplas com Ludwig Wrede, e uma de bronze no individual.

## Principais resultados

### Individual feminino
| Resultados                                            | Resultados       | Resultados       | Resultados       | Resultados        | Resultados       | Resultados    | Resultados    | Resultados    | Resultados    | Resultados    | Resultados    | Resultados    |
| Internacional                                         | Internacional    | Internacional    | Internacional    | Internacional     | Internacional    | Internacional | Internacional | Internacional | Internacional | Internacional | Internacional | Internacional |
| Evento/Temporada                                      | 1925– 1926       | 1926– 1927       | 1927– 1928       | 1928– 1929        | 1929– 1930       |               |               |               |               |               |               |               |
| ----------------------------------------------------- | ---------------- | ---------------- | ---------------- | ----------------- | ---------------- | ------------- | ------------- | ------------- | ------------- | ------------- | ------------- | ------------- |
| Jogos Olímpicos                                       |                  |                  | 7.ª              |                   |                  |               |               |               |               |               |               |               |
| Campeonato Mundial                                    |                  |                  | 5.ª              | Medalha de bronze | 5.ª              |               |               |               |               |               |               |               |
| Nacional                                              |                  |                  |                  |                   |                  |               |               |               |               |               |               |               |
| Campeonato Austríaco                                  | Medalha de prata | Medalha de prata | Medalha de prata | Medalha de prata  | Medalha de prata |               |               |               |               |               |               |               |
|                                                       |                  |                  |                  |                   |                  |               |               |               |               |               |               |               |
| Legenda: Competição não foi disputada nesta temporada |                  |                  |                  |                   |                  |               |               |               |               |               |               |               |

### Duplas com Ludwig Wrede
| Resultados                                            | Resultados        | Resultados      | Resultados       | Resultados        | Resultados       | Resultados        | Resultados      | Resultados    | Resultados    | Resultados    | Resultados    | Resultados    |
| Internacional                                         | Internacional     | Internacional   | Internacional    | Internacional     | Internacional    | Internacional     | Internacional   | Internacional | Internacional | Internacional | Internacional | Internacional |
| Evento/Temporada                                      | 1921– 1922        | 1922– 1923      | 1923– 1924       |                   | 1927– 1928       | 1928– 1929        | 1929– 1930      |               |               |               |               |               |
| ----------------------------------------------------- | ----------------- | --------------- | ---------------- | ----------------- | ---------------- | ----------------- | --------------- | ------------- | ------------- | ------------- | ------------- | ------------- |
| Jogos Olímpicos                                       |                   |                 |                  | Medalha de bronze |                  |                   |                 |               |               |               |               |               |
| Campeonato Mundial                                    |                   |                 |                  | Medalha de bronze | Medalha de prata | Medalha de prata  |                 |               |               |               |               |               |
| Nacional                                              |                   |                 |                  |                   |                  |                   |                 |               |               |               |               |               |
| Campeonato Austríaco                                  | Medalha de bronze | Medalha de ouro | Medalha de prata |                   |                  | Medalha de bronze | Medalha de ouro |               |               |               |               |               |
|                                                       |                   |                 |                  |                   |                  |                   |                 |               |               |               |               |               |
| Legenda: Competição não foi disputada nesta temporada |                   |                 |                  |                   |                  |                   |                 |               |               |               |               |               |